# Сарнувек-Дужи
Сарнувек-Дужи (пол. Sarnówek Duży) — село в Польщі, у гміні Бодзехув Островецького повіту Свентокшиського воєводства.
Населення — 500 осіб (2011).
У 1975-1998 роках село належало до Келецького воєводства.

## Демографія
Демографічна структура на день 31 березня 2011 року:
|          | Загалом | Допрацездатний вік | Працездатний вік | Постпрацездатний вік |
| -------- | ------- | ------------------ | ---------------- | -------------------- |
| Чоловіки | 256     | 55                 | 180              | 21                   |
| Жінки    | 244     | 44                 | 147              | 53                   |
| Разом    | 500     | 99                 | 327              | 74                   |